# A család tanácsadója
A család tanácsadója egy Horthy-korszakbeli magyar háztartási enciklopédia.

## Jellemzői
A Z. Tábori Piroska által szerkesztett közel 1100 oldalas nagy alakú kötet a Dante Könyvkiadó gondozásában Budapesten jelent meg 1929-ben, és egyike volt a két világháború között megjelent magyar háztartási enciklopédiáknak. A szerkesztő és a szerzők arra törekedtek, hogy népszerű, olvasmányos módon mutassák be az ember egészségével kapcsolatos ismereteket, és ezt segítendő, jelentős mennyiségű illusztrációs anyaggal (460 fekete-fehér kép, 33 színes tábla, 24 egyszínű tábla) látták el a kötetet. Ezek egy részét magyar grafikusok (K. Sávely Dezső
Biczó András, Dr. Bernáthné László Irén, Róna Emmy, Csépkay Károly, Ruzitska Jolán) készítették.
A mű nem teljesen önálló munka, hanem – ahogy maga a kötet megjegyzi – egy német kézikönyv jelentős mértékű átdolgozása. A német eredeti Maria Mathilde Mandl szerkesztésében megjelent Das Heim von Heute. Ennek munkatársai voltak: Arthur Anders, Ilse Art, Paul Bellak, Dr. Hans Heinrich Blumenthal, Dr. Max Emers, Oscar Griesseman, Dr. Elisabeth Loebel, Dr. Ludwig Neumann, Helene Pessl, Elsa Vogel és mások.
A kötet újabb vagy fakszimile kiadással nem rendelkezik, és elektronikus úton sem érhető el. Antikváriusi kínálatban viszonylag gyakran előfordul. Érdekesség, hogy létezett két kötetre bontott korabeli változata is.

## Munkatársak
A kötet összeállításában a szerkesztőn kívül összesen 14 személy vett részt:
- Fodor Erzsébet
- Rónay Viktor
- Dr. Vincze Jenő
- Tábori Róbert
- Rónay Mária
- Pogány Elza
- Hegedüs Lászlóné
- Dr. Bajusz Péter
- Dobocsi Margit
- Donáth Gyuláné
- Gerlayné Bodor Jolán
- Jacobi Ágnes
- Spanyol Gézáné
- Tóbisch Irén

## Tartalom
A kötet enciklopédiaszerűen, nagyobb tárgycsoportokba osztva dolgozta fel a korabeli magyar családok szempontjából fontosnak ítélt ismereteket. E témakörök a következők voltak:
- A család hivatása
- Házi gyógyszerek és betegápolás
- A lakás
- Családi ház
- Ruházkodás
- Háztartás
- Táplálkozás
- Vidéki háztartás
- Kertészet
- Gyermeknevelés
- A csecsemő
- Test- és szépségápolás
- Szórakozások
- Háziipar, otthoni kenyérkereset
- Kézimunka
- Ezermester a ház körül
- A jó modor
- Jogi tanácsadó
- Biztosítások
- Iratminták
- Pályaválasztási tanácsadó
- Jótékonyság és segélyezés

Az utolsó rész, a Háztartási tanácsadó tulajdonképpen egy kisebb lexikon, amely ABC rendben közli kis szócikkekben a háztartással kapcsolatos ismereteket.

## Képtár
- Gerincdísz
- Címlap
- Fejezetdísz
- Gyermekruhák
- Baromfietetés
- Gyümölcsök
- Drágakövek
- Pamuthímzések
- Úszásoktatás
- Zöldségek
- Kerti szerszámok
- Pihenőházak